# Атака безпілотників на Московський Кремль
Вночі 3 травня 2023 року, за заявою російської влади, два безпілотники намагалися атакувати Московський Кремль. На кадрах, що з'явилися в соцмережах, видно, як дрони вибухали над куполом Сенатського палацу. Відповідальність за це російська влада поклала на Київ. Україна заперечує свою причетність до того, що сталося.
Інцидент стався на тлі російської війни проти України.

## Обставини
З грудня 2022 року в Москві почали створювати систему ППО, зокрема, в центрі міста на дахах деяких будівель з'явилися встановлені «Панцир-С1». За даними Bloomberg, з посиланням на російського чиновника, влада хоче покращити систему ППО Москви, оскільки боїться українських безпілотників після ударів по військових аеродромах в Рязані та Енгельсі. Військовий аналітик Ян Матвєєв висловив думку, що «за всіма ознаками, це показовий виступ. Можливо, це демонстрація особисто для Путіна». В Інституті вивчення війни припустили, що встановлення ППО може бути інформаційною операцією. Крім того, комплекси ППО були помічені поруч з резиденціями Путіна. З січня 2023 року зенітно-ракетні комплекси С-400 були розгорнуті також на Лосиному острові та на дослідних полях Тимірязєвської сільськогосподарської академії. 21 січня Міноборони РФ заявило про проведення тренування з використання ППО в Підмосков'ї.
3 травня 2023 року журналісти відзначали, що протягом попередніх кількох днів у різних регіонах Росії, а також в анексованому Криму, зросла кількість повідомлень про диверсії з використанням безпілотників або вибухівки, які російська влада пов'язувала з діями українських диверсантів.

## Хронологія подій
За годинником Спаської вежі, 3 травня 2023 року о 02:27, перший безпілотник підлетів зі сторони Замоскворіччя (з південного боку) і вибухнув над куполом Сенатського палацу. Другий безпілотник підлетів зі сторони Китай-город (зі сходу) і вибухнув майже в тому ж місці о 02:43, через 16 хвилин після першого. До того моменту у Кремля вимкнув підсвічування, світилися тільки червоні зірки на шпилях веж. На одному з відео можна побачити, як двоє людей підіймаються по сходах на дах до флагштока перед вибухом.
Перші відео, на яких видно дим в районі Кремля, з'явилися вночі 3 травня, але почали широко поширюватися в мережі лише вдень, після заяви Кремля про атаку. Ці відео були опубліковані в телеграм-каналі «Соседи. Якиманка-Замоскворечье». На одному видно білий дим, що підіймаються над Кремлем, на іншому була вимкнена підсвітка Кремля та Кремлівської набережної.
За декілька хвилин до заяви Кремля про напад, мер Москви Сергій Собянін оголосив, що з 3 травня у місті заборонено запускати безпілотники. Офіційні повідомлення про напад з'явилися близько 14:30 за московським часом, скоро в мережі з'явилися інші записи події, на яких видно, як безпілотники вибухають над Сенатським палацом Кремля. Влада заявила, що обидва дрони були знешкоджені за допомогою систем радіолокаційної боротьби, під час інциденту ніхто не постраждав, а збитки були мінімальними. Ввечері того ж дня з'явилися фотографії, що показують сліди пожежі на куполі Сенатського палацу.

## Реакція

### Росія
Кремль звинуватив в атаках Україну, назвавши подію «терористичним актом» та «замахом на президента Росії». За повідомленням уряду Росії, у момент атаки Володимир Путін не був у Кремлі, він перебував у своїй резиденції Ново-Огарьово та продовжив працювати у звичайному режимі. Москва обіцяла завдавати удару у відповідь, коли та де вона вважатиме це необхідним. Також відзначено, що інцидент стався незадовго до параду Перемоги 9 травня, на якому мають бути присутні іноземні високопосадовці. Російські ЗМІ повідомили, що Кремль піддався атаці вперше з часів німецько-радянської війни.
Слідчий комітет Росії порушив кримінальну справу про теракт за статтею 205 Кримінального кодексу РФ.
4 травня прессекретар президента РФ Дмитро Пєсков зробив заяву, де звинуватив США в причетності до нападу безпілотниками на Кремль з метою вбивства Володимира Путіна. За його словами, Вашингтон не міг не знати про підготовку нападу, оскільки Україна виступає в ролі виконавця планів США. Пєсков повідомив, що у Росії є декілька варіантів відповіді на скоєний напад.
Російські Z-блогери та прихильники влади закликали до посилення атак Росії на Україну. Наприклад, спікер Держдуми Росії В'ячеслав Володін заявив: «Теракт стосовно президента — це напад на Росію».За його словами, «київський режим» становить загрозу для безпеки «Росії, Європи, всього світу». Депутат Держдуми від анексованого Криму Михайло Шеремет закликав до ударів по резиденції Володимира Зеленського в Києві. Заступник глави Ради національної безпеки та оборони Росії Дмитро Медведєв у своєму Telegram-каналі закликав «фізично ліквідувати» президента України Володимира Зеленського.

### Україна
Прессекретар президента України Сергій Никифоров заявив у коментарі для ЗМІ, що Україна не атакує чужі території. Він також прокоментував слова прессекретаря президента РФ Дмитра Пєскова, який назвав атаку дронів на Кремль «терактом»:
|  | Теракт — це руйнування під'їздів будинків у Дніпрі та Умані або ракетний обстріл вокзалу у Краматорську та багато інших трагедій. А те, що сталося в Москві, очевидно нагнітання ситуації перед 9 травня. Очікуваний прийом від наших противників |

Радник президента України Михайло Подоляк заявив, що Київ не має ніякого стосунку до попередньо припущеного нападу на Кремль, та що такі дії нічого не дали б Україні на полі бою, а тільки провокували б Росію на більш радикальні кроки. Подоляк заявив, що твердження про те, що Київ стояв за припущеним нападом, та арештовані Росією припущені українські диверсанти в Криму можуть свідчити про те, що Москва готується до масштабної «терористичної атаки» проти України найближчими днями.
Президент України Володимир Зеленський, перебуваючи з візитом у Фінляндії, заявив: 
«Ми не нападаємо на Путіна або на Москву. Ми ведемо військові дії на нашій території. Ми захищаємо наші села і міста».

### США
Державний секретар США Ентоні Блінкен заявив на міжнародній пресконференції: «Я б сприймав усе, що виходить з Кремля, з великою пересторогою». Американські чиновники скептично поставилися до того, що будь-який безпілотник, відправлений в Україну, міг бути використаний в атаці, оскільки йому довелося б подолати велику відстань, щоб досягти Москви.
Прессекретар Білого дому Карін Жан-П'єр заявила, що США «не заохочують і не дозволяють Україні завдавати удару за межами свого кордону».

## Оцінки
Група Conflict Intelligence Team зауважила, що на відео чітко видно невеликий безпілотник літакоподібного типу. Це означає, що, по-перше, він не міг бути запущений здалеку (за межами центральних районів Москви), а по-друге, для запуску БПЛА такого типу потрібна або злітна смуга для розгону, або ракетна катапульта — досить громіздка споруда (таким способом запускаються дрони Shahed). Тому, з урахуванням великої кількості камер, дивно, що немає жодних відеозаписів польоту безпілотників за межами території Кремля.
Американський Інститут вивчення війни припускає, що атака була інсценована російськими спецслужбами.
Окрема зацікавленість викликає той факт, що лише 2 камери змогли зафільмувати дану подію у центрі Москви інших джерел знімання в мережі не помічено.
4 травня 2023 року Інститут вивчення війни опублікував статтю в якому мовиться, що Росія використовує удари безпілотників, щоб збільшити кількість скасованих парадів до Дня перемоги 9 травня. Зазначається, що вже було скасовано паради у 21 місті та в окупованому Криму без офіційного обґрунтування чи з міркувань безпеки. Російська влада намагається обмежити звичні заходи, що відбуваються 9 травня, з метою приховати деградацію російської армії. Це пов'язано з тим, що на таких заходах демонструють передову техніку російської армії, яка є важливою для операцій в Україні та була знищена під час бойових дій тривалістю 14 місяців. Крім того, Кремль, ймовірно, намагається стримати події 9 травня через побоювання того, що вшанування загиблих військовослужбовців може спричинити негативну реакцію внаслідок високої кількості втрат Росії в Україні.